# В търсене на Бенджи
„В търсене на Бенджи“ (в оригинал: Benji the Hunted) е детски филм от 1987 който показва добре известното вече куче Бенджи в опит да оцелее в дивото. Продукт е на „Walt Disney Pictures“.

## Сюжет
Малко преди премиерата на новия си филм, кучето Бенджи изчезва при преобръщането на лодката, в която са то и неговия треньор Франк Ин. Във вечерта на изчезването му вилнее силна буря и неговият екип не храни силни надежди той да е стигнал до брега.
Бенджи успява да стигне до сушата. На сутринта обаче вижда пума, простреляна от ловец. Малко след това вижда четирите ѝ малки. Черен дървесен вълк се опитва да ги отвлече, но Бенджи успява да ги спаси. По-късно едно от малките е отвлечено от орел. Това е една от трагичните сцени във филма.
Бенджи поема грижите за другите три малки. Филмът завършва, когато той е намерен след дълго издирване.